# شصت و پنجمین جشنواره بین‌المللی فیلم برلین
شصت و پنجمین جشنواره بین‌المللی فیلم برلین (انگلیسی: 65th Berlin International Film Festival) از ۵ تا ۱۵ فوریه ۲۰۱۵ برگزار شد. رئیس هیئت داوران دارن آرونوفسکی، کارگردان آمریکایی بود.
این دوره از جشنواره فیلم برلین روز ۵ فوریه با اکران فیلم هیچ‌کس خواهان شب نیست، اثر ایزابل کواکست، سینماگر اسپانیایی افتتاح شد. در این جشنواره که ۱۰ روز به طول انجامید، حدود ۴۰۰ فیلم به نمایش درآمد. مجموعاً ۱۹ فیلم بر سر کسب خرس طلایی و خرس‌های نقره‌ای با یکدیگر رقابت کردند، در نهایت جایزه خرس طلا به فیلم تاکسی ساخته کارگردان ایرانی جعفر پناهی رسید.

## هیئت داوران

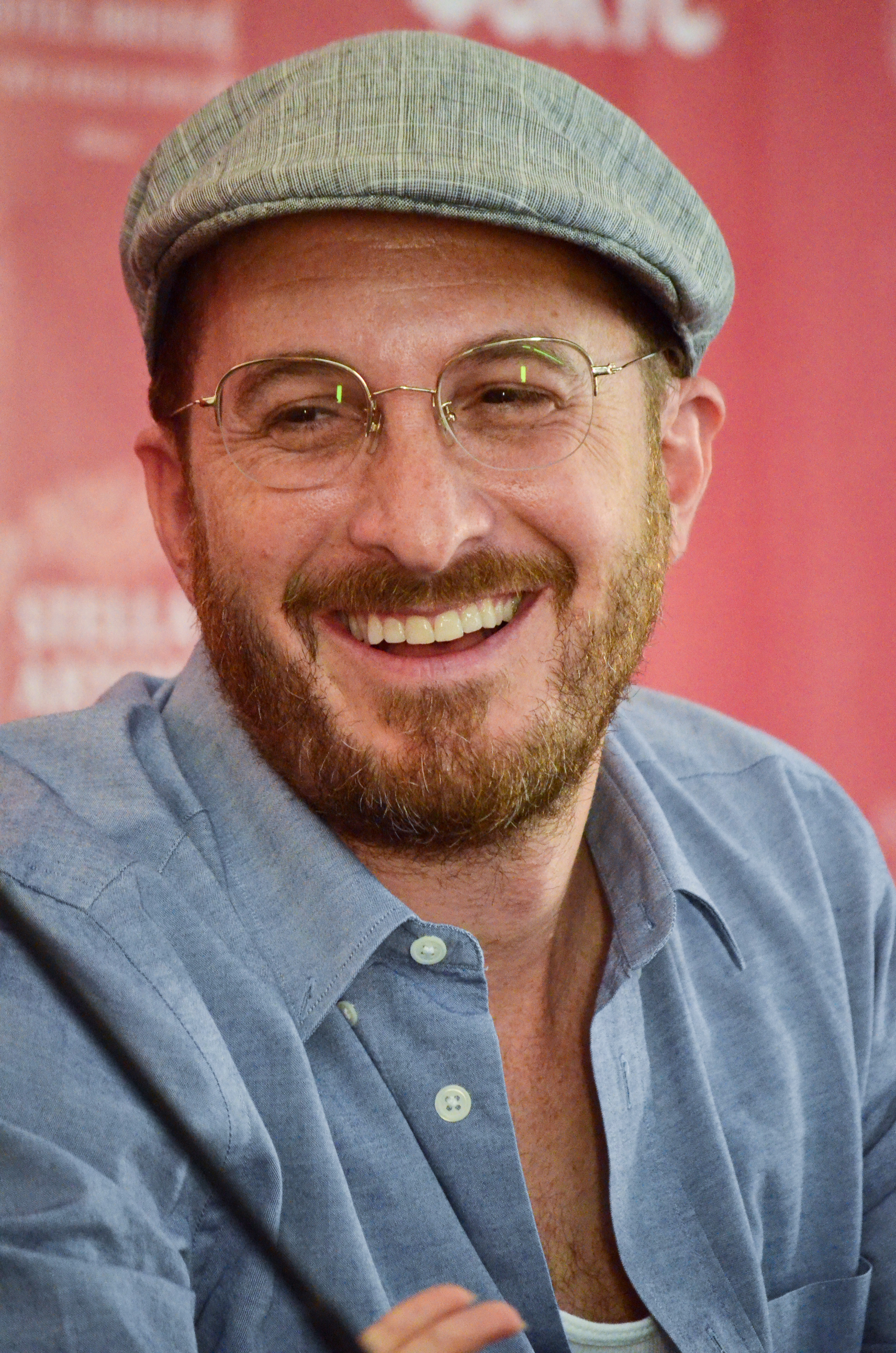
دارن آرونوفسکی، رئیس هیئت داوران

### رقابت اصلی
افراد زیر اعضای هیئت داوران جشنواره بودند:
- دارن آرونوفسکی، کارگردان آمریکایی
- دانیل برول، بازیگر آلمانی
- بونگ جون-هو، کارگردان فیلم اهل کره جنوبی
- مارتا دلورنتیس، تهیه‌کنندهٔ فیلم آمریکایی
- کلاودیا یوسا، کارگردان فیلم پرویی
- اودره توتو، بازیگر فرانسوی
- ماتیو واینر، نویسنده، کارگردان و تهیه‌کنندهٔ آمریکایی

### اولین فیلم بلند
افراد زیر اعضای هیئت داوران بهترین فیلم اول بلند بودند:
- فرناندو امبکه، کارگردان فیلم مکزیکی
- جاشوآ اوپنهایمر، کارگردان فیلم آمریکایی
- اولگا کوریلنکو، بازیگر فرانسوی

اعضای هیئت داوران رقابت اصلی
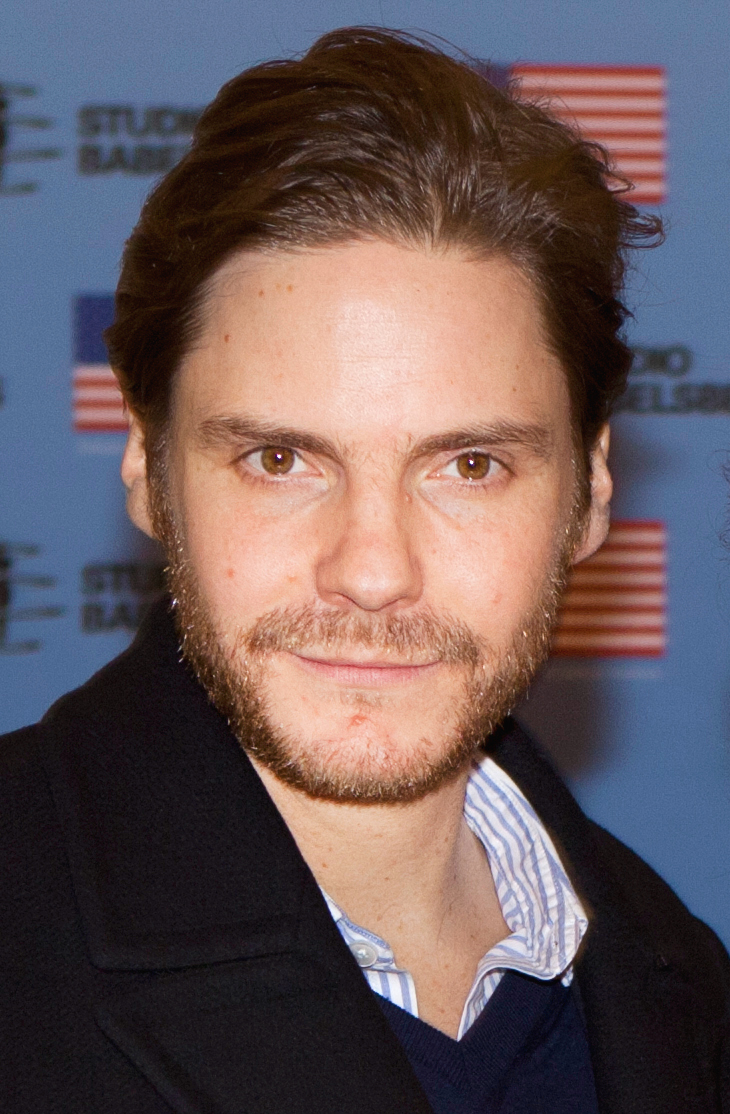
دانیل برول
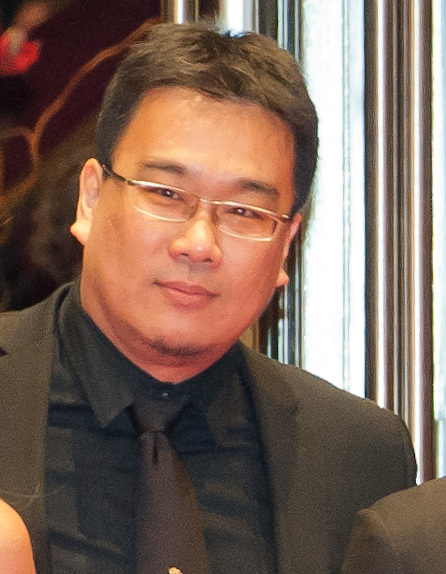
بونگ جون-هو
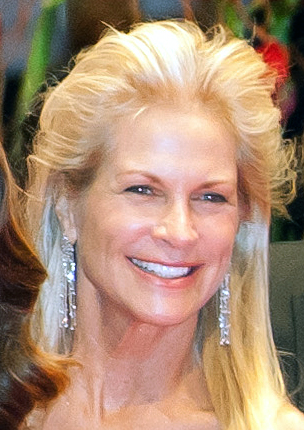
مارتا دلورنتیس
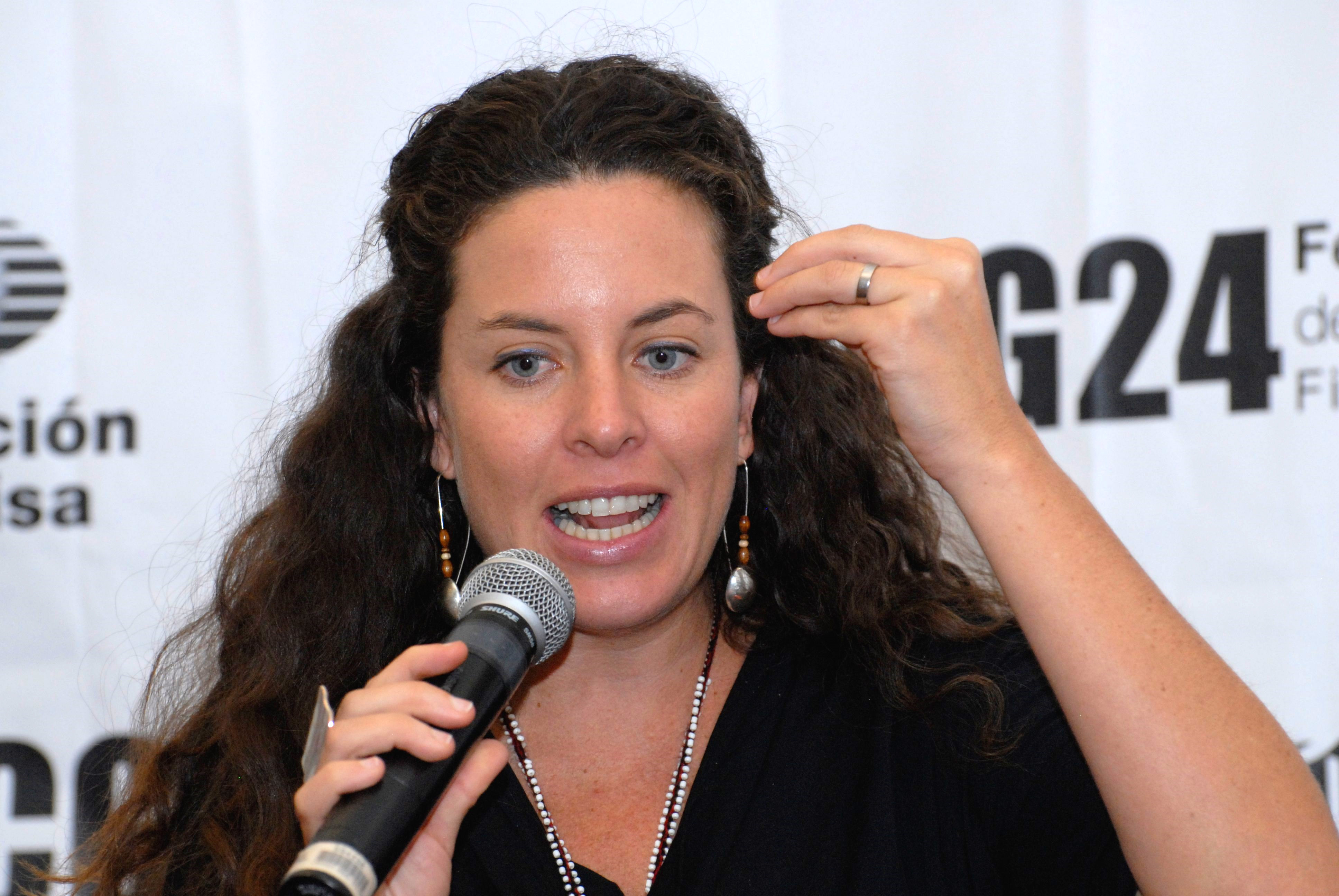
کلاودیا یوسا
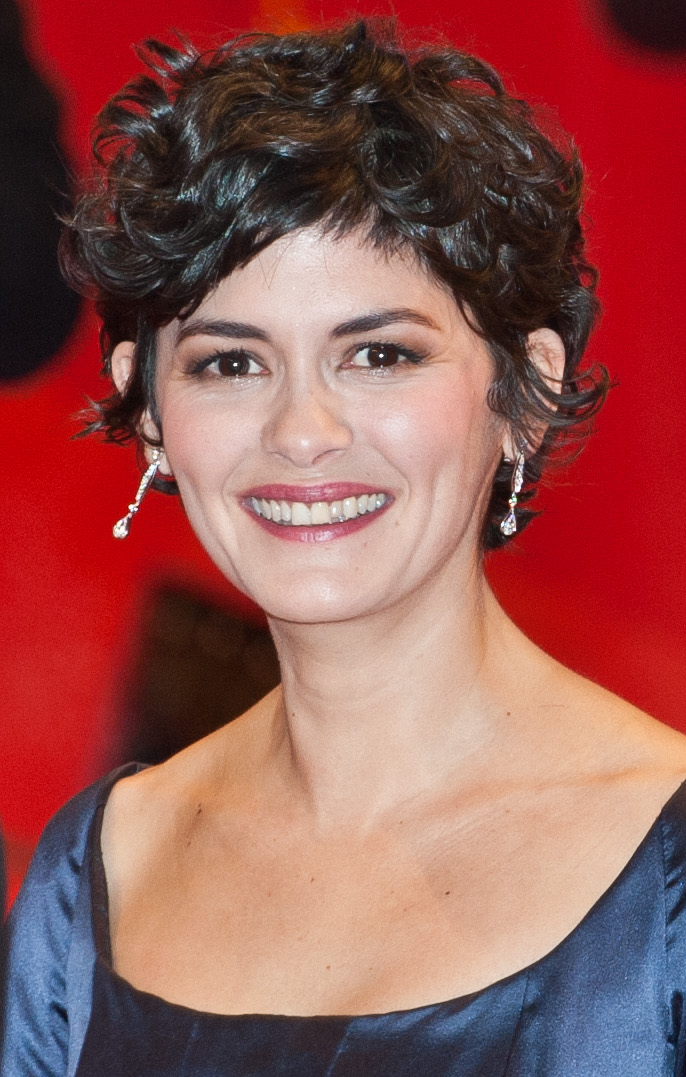
اودره توتو
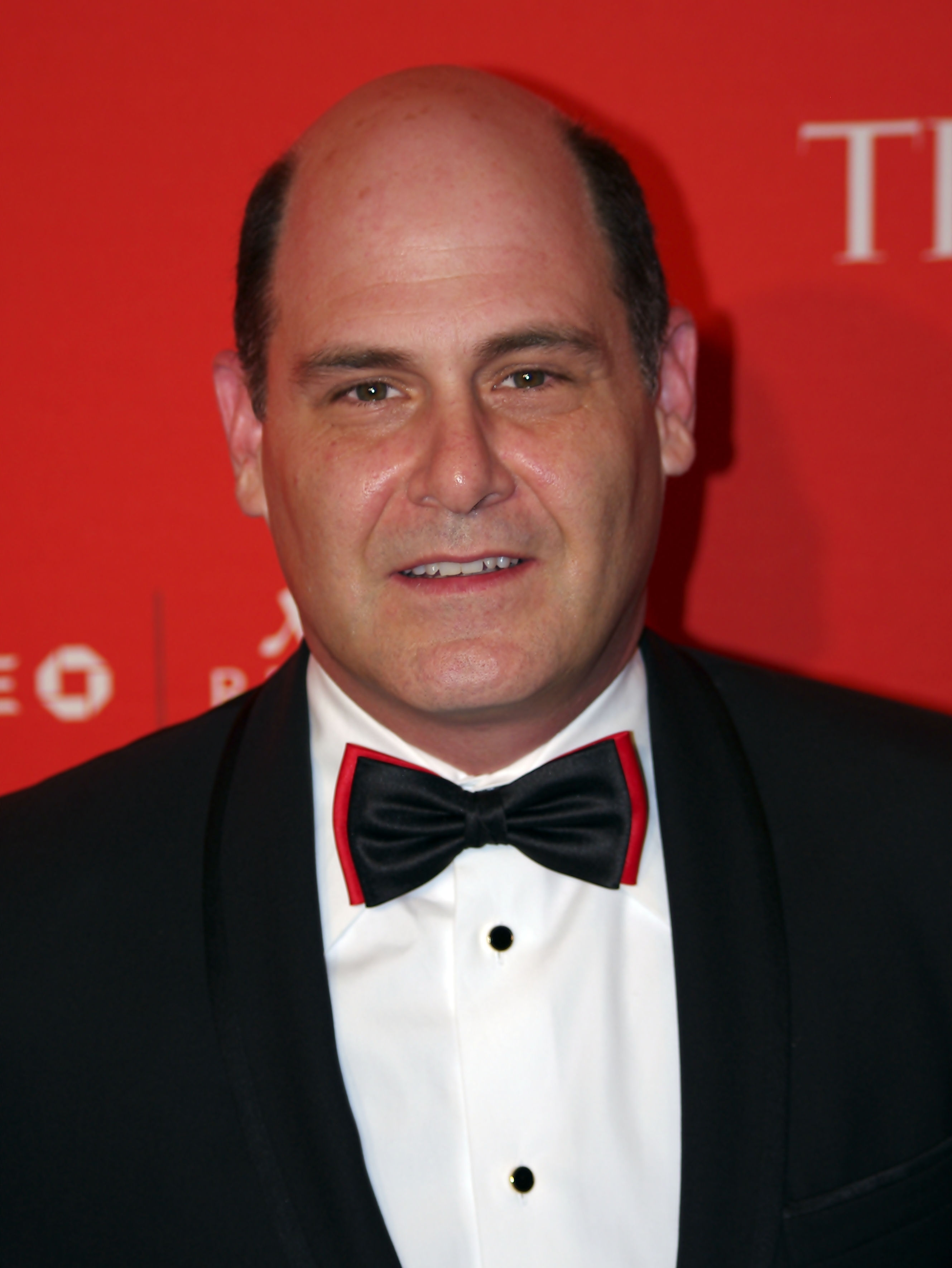
ماتیو واینر

## رقابت‌ها

### در رقابت
| عنوان فارسی                                | عنوان اصلی                                               | کارگردان(ها)       | کشور تهیه‌کننده                      |
| ------------------------------------------ | -------------------------------------------------------- | ------------------ | ----------------------------------- |
| ۴۵ سال                                     | 45 Years                                                 | اندرو هیگ          | پادشاهی متحده                       |
| آفریم!                                     |                                                          | رادو ژوده          | رومانی، بلغارستان، جمهوری چک        |
| As We Were Dreaming                        | Als wir träumten                                         | آندریاس درسن       | آلمان، فرانسه                       |
| Big Father, Small Father and Other Stories | Cha và con và                                            | دانگ دی فان        | ویتنام                              |
| بدن                                        | Ciało                                                    | مالگورزاتا زوموسکا | لهستان                              |
| Chasuke's Journey                          | 天の茶助 Ten no Chasuke                                  | سبو                | ژاپن                                |
| دفترچه خاطرات یک خدمتکار                   | Journal d'une femme de chambre                           | بنوا ژاکو          | بلژیک، فرانسه                       |
| Eisenstein in Guanajuato                   | Eisenstein in Guanajuato                                 | پیتر گرینوی        | هلند، مکزیک، بلژیک، فنلاند          |
| نابودی با گلوله                            | 一步之遥 Yi bu zhi yao                                   | ون جیانگ           | چین                                 |
| ایشکانول                                   | Ixcanul                                                  | Jayro Bustamante   | گوآتمالا، فرانسه                    |
| شوالیه جام‌ها                               | Knight of Cups                                           | ترنس مالیک         | ایالات متحده                        |
| شب بی‌پایان (فیلم ۲۰۱۵)                     | Nadie quiere la noche                                    | ایزابل کواکست      | اسپانیا، فرانسه، بلغارستان          |
| شهبانوی بیابان                             | Queen of the Desert                                      | ورنر هرتسوک        | ایالات متحده، مراکش                 |
| Sworn Virgin                               | Vergine giurata                                          | لائورا بیسپوری     | ایتالیا، سوئیس، آلمان، آبانی، کوزوو |
| تاکسی                                      | تاکسی                                                    | جعفر پناهی         | ایران                               |
| کلوب                                       | El Club                                                  | پابلو لارین        | شیلی                                |
| دکمه صدفی                                  | El botón de nácar                                        | پاتریسو گوزمن      | فرانسه، شیلی، اسپانیا               |
| زیر ابرهای الکتریکی                        | Под электрическими облаками Pod electricheskimi oblakami | الکسی الکسویچ گرمن | روسیه، اکراین، لهستان               |
| ویکتوریا                                   | Victoria                                                 | زباستیان شیپر      | آلمان                               |

### خارج از مسابقه
| عنوان فارسی        | عنوان اصلی | کارگردان(ها)   | کشور تولیدکننده                   |
| ------------------ | ---------- | -------------- | --------------------------------- |
| ۱۳ دقیقه           | Elser      | الیور هیرشبیگل | آلمان                             |
| سیندرلا            | Cinderella | کنت برانا      | ایالات متحده                      |
| همه چیز درست می‌شود |            | ویم وندرس      | آلمان، کانادا، فرانسه، سوئد، نروژ |
| آقای هولمز         | Mr. Holmes | بیل کاندن      | پادشاهی متحده، ایالات متحده       |